# Corypha macropoda
Espèce
Synonymes
- Borassus sylvestris Giseke[2] [2]
- Corypha elata Roxb.[2] [2]
- Corypha elata[3]
- Corypha gebang Mart.[2] [2]
- Corypha macrophylla Roster[2] [2]
- Corypha macropoda Kurz[3]
- Corypha sylvestris Mart.[2] [2]
- Corypha utan Lam. (préféré par BioLib)[3]
- Gembanga rotundifolia Blume[2] [2]
- Livistona vidalii Becc.[2] [2]
- Taliera elata (Roxb.) Wall.[2] [2]
- Taliera gembanga Blume[2] [2]
- Taliera sylvestris Blume[2] [2]

Statut de conservation UICN

 DD  : Données insuffisantes
Corypha macropoda est une espèce de plantes de la famille des Arecaceae (palmiers).

## Publication originale
- Catalogue Général 1871: 87. 1871.